# Гней Корнелий Лентул (консул 146 пр.н.е.)
Вижте пояснителната страница за други личности с името Гней Корнелий Лентул.
Гней Корнелий Лентул (на латински: Gnaeus Cornelius Lentulus) е политик на Римската република през 2 век пр.н.е. Произлиза от клон Лентул на фамилията Корнелии.
През 161 пр.н.е. е изпратен с Публий Апустий в Кирена. От 149 пр.н.е. е претор, а през 146 пр.н.е. е избран за консул заедно с Луций Мумий Ахаик.
Неговият син Гней Корнелий Лентул е консул 97 пр.н.е.